# Windham (Maine)
Windham è una città degli Stati Uniti d'America, nella contea di Cumberland, nello stato del Maine. La popolazione era di 14.904 abitanti nel censimento del 2000. Windham fu fondata nel 1762.